# Santa Rosa de Río Primero
Santa Rosa de Río Primero är en kommunhuvudort i Argentina.   Den ligger i provinsen Córdoba, i den centrala delen av landet, 600 km nordväst om huvudstaden Buenos Aires. Santa Rosa de Río Primero ligger 171 meter över havet och antalet invånare är 6 788.
Terrängen runt Santa Rosa de Río Primero är platt. Runt Santa Rosa de Río Primero är det mycket glesbefolkat, med 6 invånare per kvadratkilometer..
Trakten runt Santa Rosa de Río Primero består till största delen av jordbruksmark.